# Dioscorea alatipes
Dioscorea alatipes är en enhjärtbladig växtart som beskrevs av Isaac Henry Burkill och Joseph Marie Henry Alfred Perrier de la Bâthie. Dioscorea alatipes ingår i släktet Dioscorea och familjen Dioscoreaceae. Inga underarter finns listade i Catalogue of Life.